# Spolas solitaria
Spolas solitaria là một loài tò vò trong họ Ichneumonidae.